# Беатрис Бургундска
Беатрис I Бургундска (на немски: Beatrix von Burgund; * 1140; † 15 ноември 1184) е римско-немска кралица и императрица на Свещената Римска империя.

## Биография
Беатрис е единствената дъщеря на граф Райналд III от Бургундия (* 1093, † 1148) от Иврейска династия и Агата (* 1115, † 1147), дъщеря на херцог Симон I от Лотарингия (* 1076, † 1138/1141) от фамилията Дом Шатеноа.
На 17 юни 1156 г. тя се омъжва още много млада във Вюрцбург за император Фридрих I Барбароса, след като той преди три години се е разделил от Адела фон Фобург. На 9 октомври същата година тя е коронована за кралица от Хилин от Фалемания, архиепископ на Трир. Беатрис донася в брака си Графство Бургундия, което засилва силата на Барбароса в Кралство Бургундия. На 1 август 1167 г. Беатрис е коронована за императрица, през август 1178 г. във Виен за кралица на Бургундия. Тя е образована, интелигентна и красива. Занимава се с управлението на собствеността си в Бургундия.
След нейната смърт през 1184 г. тя е преместена и погребана в катедралата на Шпайер.

## Деца
- Беатрис (* 1160/1162, † 1174)
- Фридрих V (* 16 юли 1164, † 1168/1170), 1167 херцог на Швабия
- Хайнрих VI (* 1165, † 1197), немски крал и император, крал на Сицилия, ∞ Констанс Сицилианска (* 1154, † 1198), дъщеря на крал Роже II
- Конрад (* 1167, † 1191 при Акон), като Фридрих VI херцог на Швабия
- Гизела (* 1168, † 1184)
- Ото I (* 1170, † 1200), пфалцграф на Бургундия, ∞ Маргарета († 1230), пфалцграфиня на Бургундия, графиня на Блоа
- Конрад (* 1172, † 1196), херцог на Швабия
- Райналд (* 1173; † като дете)
- Вилхелм (* 1176; † като дете)
- Филип (* 1177, † 1208), херцог на Швабия, немски крал, ∞ 1197 Ирина Ангелина
- Агнес (* 1178/1179, † 1184)